# Simon Breu

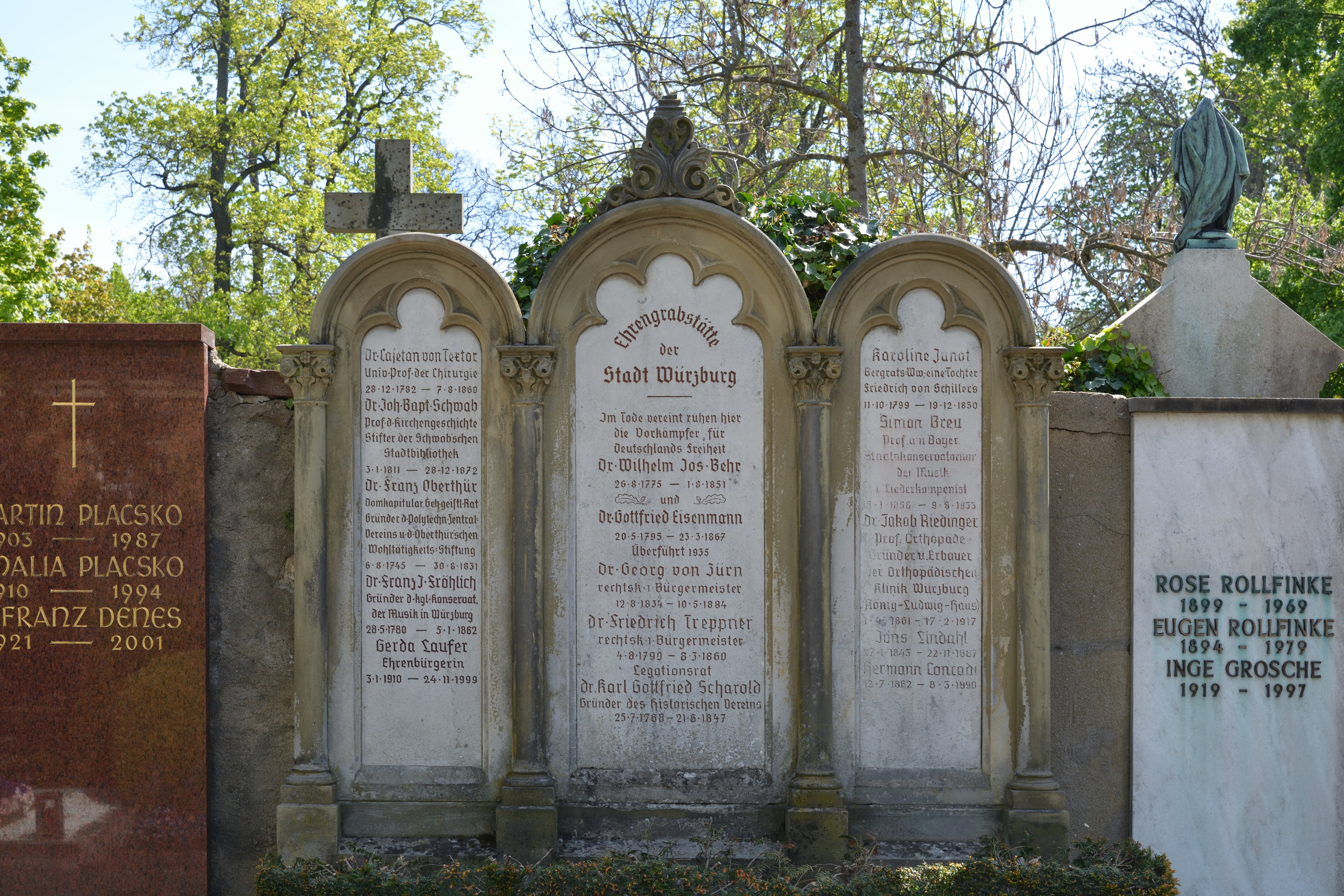
Ehrengrab auf dem Hauptfriedhof Würzburg

Simon Breu (* 15. Januar 1858 in Simbach am Inn; † 9. August 1933 in Bad Brückenau) war ein deutscher Komponist und Musiklehrer.

## Leben und Werk
Simon Breu wurde am 15. Januar 1858 in Simbach am Inn, Niederbayern als zweites von fünf Kindern geboren. Nach dem Besuch der Grundschule richtete er am 1. Oktober 1870 ein Gesuch an die „königliche Regierung von Niederbayern“ um gnädige Aufnahme in die kgl. Präparandenschule zu Pfarrkirchen. Diese Jahre dienten ihm als Vorbereitung auf das Lehrerseminar in Straubing. Hier wurden auch seine musikalischen Talente entdeckt. Schon mit 16 Jahren durfte er die große Orgel in der St.-Jakobs-Kirche in Straubing spielen. Mit 17 Jahren verließ er als junger Lehrer das Seminar in Straubing und erhielt seine erste Anstellung als Hilfslehrer im niederbayerischen Hengersberg. Hier entstanden auch seine ersten Marienlieder. Auch echte bayerische Tänze schrieb der junge Schulgehilfe, zu dem er bald nach dem Bestehen der Prüfung ernannt wurde. Bald kannte die ganze Umgebung den musikalischen Schullehrer aus Hengersberg.
Nach seiner Versetzung nach Neustadt an der Donau traf er mit dem dortigen Stadtpfarrer und Landtagsabgeordneten Josef Zach zusammen, der den jungen Simon Breu bald mit der von Regensburg ausgehenden cäcilianischen Bewegung (Kirchenmusik) in Verbindung brachte. Nun war sein musikalischer Weg vorgezeichnet. Seine ersten Chorlieder entstanden hier, die von der „Liedertafel Kelheim“ übernommen und uraufgeführt wurden. Im Jahre 1881 wurde Simon Breu wieder nach Straubing zurückberufen. Als Lehrer an der Kreistaubstummenanstalt war eine Stelle als Oberlehrer und Hausvater ausgeschrieben, doch dafür war er noch zu jung. Man bot ihm stattdessen die Stelle eines gewöhnlichen Lehrers an, die er dann auch annahm. Im selben Jahr heiratete er die Kaufmannstochter Helena Salegg aus Hengersberg.
Im Jahre 1885 übersiedelte Simon Breu nach Würzburg, wo er die Nachfolge des verstorbenen Kapellmeisters und Dirigenten des „Würzburger Sängervereins“ annahm, wozu ihn der Direktor der Musikschule empfahl. Dieser hatte schnell die Fähigkeit des gebürtigen Simbachers erkannt, nachdem Simon Breu in der kgl. Musikschule Würzburg ein gründliches Studium begonnen hatte. 1889 übernahm der nun schon bekannte Musikus die musikalische Leitung des „Akademischen Gesangvereins“ (heute Akademisch-Musikalische Verbindung Würzburg). In dieser Zeit entstanden eine Reihe seiner besten Kompositionen. „Sonntag ist’s“, niedergeschrieben in einer Unterrichtspause, wurde zu einem Lied der meistgesungenen Männerchöre Deutschlands. Ein rundes Dutzend Studentenlieder fielen ebenfalls in diese Zeit, da er Lehrer, Dirigent und Musikstudierender zugleich war.
Im Jahre 1890 traf Simon Breu Johannes Brahms und Richard Strauss im österreichischen Bad Ischl. Die Wagnersängerin Marianne Wilt sang, von Brahms am Klavier begleitet, einige Lieder von Simon Breu.
Die entscheidende Stunde für den nun schon namhaften Tondichter schlug im Jahre 1894. Die Würzburger Musikschule, wo er lange selbst studiert hatte, berief ihn als Lehrer für Theorie und Chorgesang. Die Zeit als Taubstummenlehrer war vorüber, seine Liebe zur Musik konnte Simon Breu nun zum Beruf machen. Er setzte sein Können so intensiv ein, dass er, nachdem er noch dazu einen neuen Lehrplan für die Ausbildung zum Schulmusiker entworfen hatte und seine vollkommen neuen Lehrmethoden bald in allen höheren Lehranstalten Bayerns eingeführt wurden, 1912 Sachbearbeiter des bayerischen Kultusministeriums für das musikalische Unterrichtswesen wurde.
Seine schöpferische Arbeit widmete er vor allem den Männerchören. Er wurde Ehrenchormeister der berühmtesten Chöre. Das von ihm bearbeitete „Deutsche Jugendliederbuch für höhere Lehranstalten“ hat jahrzehntelang in den Schulen als Unterrichtsbuch gedient und als Kaiser Wilhelm II. die Herausgabe eines „Volksliederbuches für Männerchor“ veranlasste, hat der einstige Niederbayer maßgeblich mitgewirkt. Insgesamt umfasst sein musikalischer Nachlass etwa 300 Werke. Viele seiner Lieder gehören heute zum unveräußerlichen Bestand des Gesangsvereins-Repertoires und manche von ihnen sind mittlerweile so volkstümlich geworden, dass man darüber den Komponisten ganz vergessen hat.
Zahlreich waren die Ehrungen und Auszeichnungen des großen Niederbayern. 1906 wurde er Professor und 1924 Oberstudienrat. Von Prinzregent Luitpold wurde er mehrfach ausgezeichnet. Die Stadt Würzburg überreichte ihm zu seinem 75. Geburtstag 1933 die Stadtplakette in Bronze. Zum gleichen Anlass nahmen auch die Simbacher Gemeinderäte die Gelegenheit wahr, ihn zum Ehrenbürger seiner Heimatgemeinde zu ernennen. Sein Geburtshaus in der Innstraße trägt seitdem eine Gedenktafel.
Simon Breu hatte in seinem Privatleben, im Gegensatz zu seinen beruflichen Erfolgen, Unglück erleiden müssen. Seine über alles geliebte Frau Helene starb 1883 nach erst einjähriger Ehe, unmittelbar nachdem sie ihm einen Sohn geboren hatte, der ebenfalls starb. Der Komponist trug schwer an diesem Schicksalsschlag. Er heiratete nicht wieder. Seine Schwester Regina führte ihm von da ab 33 Jahre lang den Haushalt.
Als 75-Jähriger zog sich Simon Breu auf einer Kur in Bad Brückenau eine Fußverletzung zu, es entstand eine Venenentzündung mit folgender Embolie. Simon Breu starb still und friedlich am 9. August 1933.
Heute erinnern nach Simon Breu benannte Straßen in seiner Geburtsstadt Simbach am Inn und an seinen Wirkungsstätten Hengersberg, Würzburg und Münnerstadt in Unterfranken an diesen außergewöhnlichen Niederbayern. Im Würzburger Sängerverein 1847 e.V. wurde 2019 ein Simon-Breu-Chor gegründet.

## Sonstiges

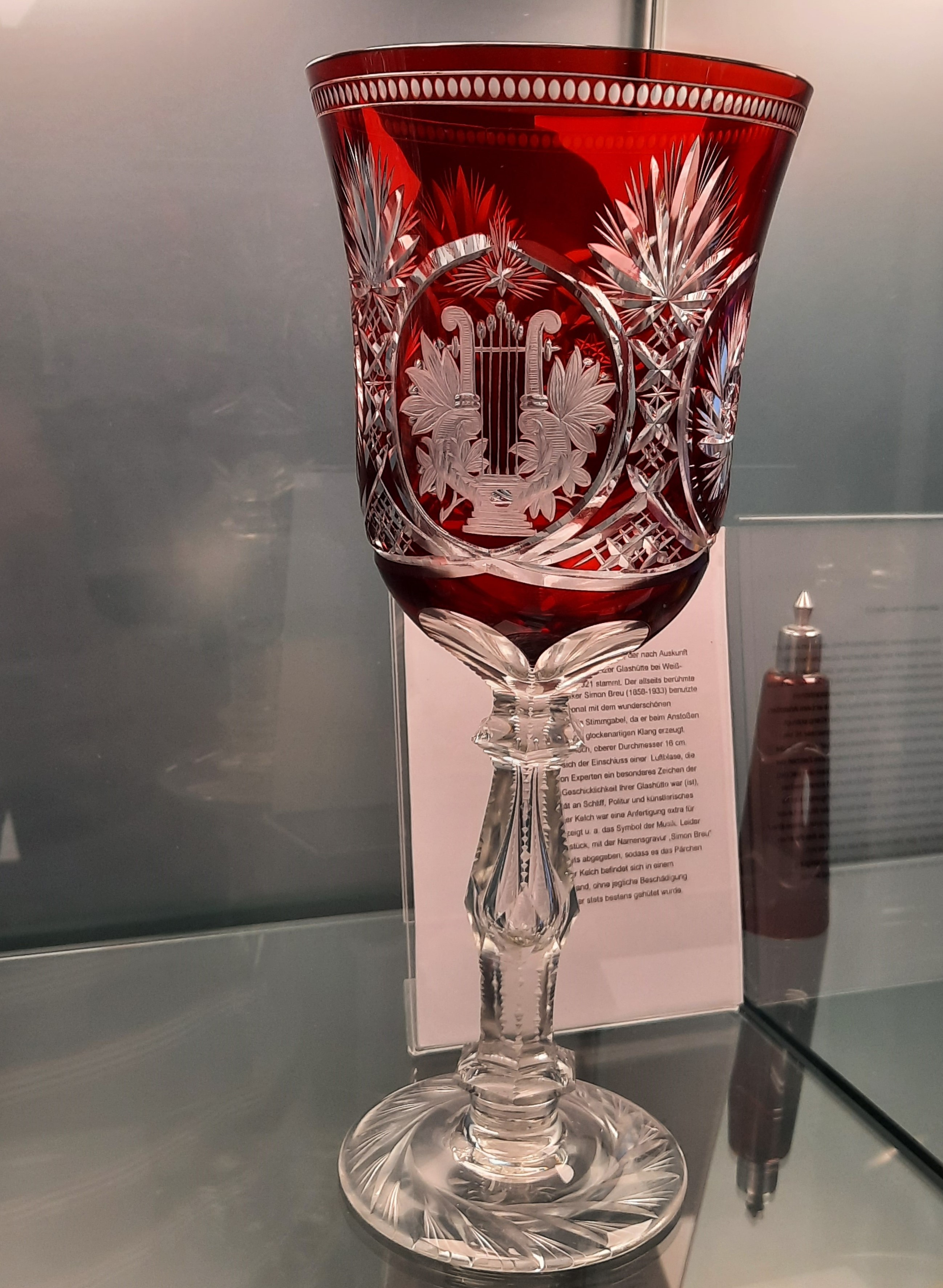
Simon-Breu-Kelch

Im Jahr 1921 wurde in der Lausitzer Glashütte bei Weißwasser für Simon Breu ein Kelch hergestellt. Er ist 36 cm hoch, der obere Durchmesser beträgt 36 cm. Im Stiel befindet als besonderes Zeichen der besonderen handwerklichen Geschicklichkeit der Glasbläser ein Lufteinschluss. Der Schliff zeigt u. a. eine Lyra als Symbol der Musik. Breu nutzte den Kelch als Stimmgabel, da er beim Anstoßen einen auffallend reinen glockenartigen Klang erzeugt. Der Kelch ist im Glasmuseum Weißwasser ausgestellt.